# یوگنی باشینجاقیان
یوگنی آرتمی باشینجاقیان (ارمنی: Եվգենի Արտեմի Բաշինջաղյան؛  زادهٔ ۲۱ نوامبر ۱۹۲۴ - درگذشته ۱۲ فوریهٔ ۲۰۲۱) مهندس، مکانیک اهل ارمنستان بود.

## زندگی‌نامه
وی در ۲۱ نوامبر ۱۹۲۴ در تفلیس به دنیا آمد و از (۱۹۵۰) فارغ‌التحصیل گشت. همچنین برندهٔ جوایزی همچون نشان لنین، نشان پرچم سرخ کار، نشان انقلاب اکتبر، نشان پیش‌کسوت کار، مدال به مناسبت یکصدمین سالگرد تولد ولادیمیر ایلیچ لنین، مدال بزرگداشت ۸۵۰مین سالگرد مسکو، نشان پیش‌کسوت کار، جایزه دولتی اتحاد شوروی شده است. وی در ۱۲ فوریهٔ ۲۰۲۱ در سن ۹۶ سالگی درگذشت.